# El Peral, Querétaro Arteaga
El Peral är en ort i Mexiko.   Den ligger i kommunen Huimilpan och delstaten Querétaro Arteaga, i den centrala delen av landet, 160 km nordväst om huvudstaden Mexico City. El Peral ligger 2 224 meter över havet och antalet invånare är 271.
Terrängen runt El Peral är kuperad åt sydost, men åt nordväst är den platt. Runt El Peral är det ganska tätbefolkat, med 179 invånare per kvadratkilometer. Närmaste större samhälle är Huimilpan, 6,8 km öster om El Peral. Trakten runt El Peral består till största delen av jordbruksmark.